# Henry Smith (labdarúgó)
Henry George Smith (Lanark, 1956. március 10. –) skót válogatott labdarúgókapus. 

## Pályafutása

### Klubcsapatban
1978 és 1981 között a Leeds United labdarúgója volt, de egyetlen mérkőzésen sem kapott lehetőséget. Pályafutása nagy részét a Hearts csapatánál töltötte. 1981 és 1996 között 476 mérkőzésen védte az edinburghi együttes kapuját. 1996 és 2000 között az Ayr United játékosa volt. 2000-től 2002-ig a Clydebank kapuját védte. 2002 és 2004 között 1 mérkőzésen szerepelt a Berwick Rangersben.

### A válogatottban
1988 és 1992 között 3 alkalommal szerepelt a skót válogatottban. Tagja volt az 1992-es Európa-bajnokságon szereplő válogatott keretének. 